# Sergio Borelli
Sergio Borelli (Milano, 4 maggio 1923 – Roma, 17 settembre 2021) è stato un giornalista e documentarista italiano.

## Biografia
Nato a Milano, ha iniziato come giornalista a Milano nel secondo dopoguerra dove ha lavorato al giornale socialista Avanti!. Dopo essere stato premiato con una borsa di studio UNESCO, vola a Londra per imparare il mestiere nei giornali locali e poi al Dipartimento degli Esteri della BBC. Una volta tornato a Milano, i suoi interessi principali sono le due grandi rivoluzioni: socialismo sovietico e la Cina comunista. Gli viene offerta la posizione di corrispondente da Mosca per il quotidiano Il Giorno; diventa il primo corrispondente italiano di un giornale indipendente. Tre anni più tardi torna in Italia dove continua a lavorare come corrispondente estero e, tra le altre cose, si occupa della guerra d'Algeria, del primo volo commerciale intorno al mondo, del memorabile viaggio di Chruščëv negli Stati Uniti del 1959, e dell’invasione di Santo Domingo da parte degli Stati Uniti nel 1965.
Nel 1962 a Sergio Borelli viene assegnato il Premiolino, il premio giornalistico italiano più antico e prestigioso. È assegnato ogni anno a sei giornalisti della carta stampata e della televisione per i loro successi professionali e per il loro contributo alla libertà di stampa.
Nel 1965, ha lasciato i giornali per passare alla televisione, dove ha sviluppato documentari e reportage per la redazione news della Rai, la rete televisiva di Stato italiana. Ha sperimentato diversi formati televisivi in collaborazione con la RAI. Nel 1966, Borelli ha fatto "Il Festival de Dakar", 50 minuti di documentario riguardanti il Premier Festival Mondial des Arts Nègres FESMAN o Festival Mondiale delle Arti Nere, svoltosi a Dakar nel 1966.
Etichettato come politicamente inaffidabile per le sue posizioni critiche, viene rimosso dalla redazione news e gli viene data una posizione al Prix Italia, un concorso televisivo internazionale. Lì, Borelli si mette in contatto con colleghi che lavorano in stazioni televisive europee e che, come lui, vogliono esplorare nuovi formati televisivi. Nel 1973, al Prix Italia tenutosi a Venezia, Sergio e un piccolo gruppo di professionisti provenienti dalla televisione pubblica si incontra con Pierre Schaeffer, dell’INA Institut National de l'Audiovisuel e Direttore del Dipartimento di Ricerca di ORTF (Office de radiodiffusion-télévision française) e fondano CIRCOM - Cooperativa Internazionale per ricerca e azione sul campo della comunicazione. Sergio Borelli è stato il Presidente della CIRCOM tra il 1983 e il 1989.
Nel 1977 invitato da Howard Klein della Rockefeller Foundation, Sergio e altri - tra i quali James Giorno della WNET, Russell Connor del TV Lab at Thirteen/WNET, Fred Barzyk di WGBH-TV, Nam June Paik e Bill Viola - fondano International Public Television Screening Conference (INPUT), International Public Television Screening Conference.
Dal 1990 in poi, ritiratosi dalla RAI, si è dedicato a tempo pieno a INPUT. Sergio Borelli è stato il coordinatore del programma internazionale, ma è conosciuto meglio per il suo ruolo "agente provocatore". Ha difeso la natura non competitiva della conferenza e ha lavorato duramente per promuovere la diversità. Fino al suo 87º compleanno ha condotto workshop con registi in Asia e in Africa e ha perseguito le sue due più grandi passioni: viaggiare e parlare al maggior numero di persone possibili.
The House He Built, film documentario sulla sua vita e sull'eccentrica casa di Sergio a Roma, è disponibile a questo link https://vimeo.com/ondemand/thehousehebuilt .